# Veikkausliiga de 2017
A Veikkausliiga de 2017 foi a octogésima sétima edição da principal divisão do futebol finlandês. A disputa apresentou um regulamento semelhante dos anos anteriores, sendo composta por três turnos de pontos corridos.
O título desta edição ficou com o Helsingin JK, obtido com cinco rodadas de antecedências quando abriu quinze pontos de vantagem sobre o segundo colocado, o KuPS. Este foi o vigésimo oitavo título da equipe em toda a história da competição, ampliando a superioridade do maior campeão do campeonato finlandês. KuPS e Ilves alcançaram o pódio e conquistaram as vagas para a Liga Europa do ano seguinte. Originalmente, a última vaga para a competição continental estaria destinada ao campeão da Copa da Finlândia; contudo, o troféu também foi conquistado pelo Helsingin JK, o que abriu uma vaga para o quarto colocado, o Lahti.
O rebaixamento à Ykkönen de 2018 começou a ser definido nas últimas rodadas, com o JJK Jyväskylä terminando na última posição. Por sua vez, o HIFK perdeu os play-offs de rebaixamento.

## Classificação
| Pos. | Equipes       | P  | J  | V  | E  | D  | GP | GC | SG  | Classificação ou rebaixamento                               |
| ---- | ------------- | -- | -- | -- | -- | -- | -- | -- | --- | ----------------------------------------------------------- |
| 1    | HJK           | 76 | 33 | 23 | 7  | 3  | 78 | 16 | +62 | Campeão e classificado para a Liga dos Campeões de 2018–19. |
| 2    | KuPS          | 56 | 33 | 16 | 8  | 9  | 51 | 36 | +15 | Classificado para a Liga Europa da UEFA de 2018–19.         |
| 3    | Ilves         | 56 | 33 | 15 | 11 | 7  | 39 | 35 | +4  | Classificado para a Liga Europa da UEFA de 2018–19.         |
| 4    | Lahti         | 49 | 33 | 12 | 13 | 8  | 46 | 31 | +15 | Classificado para a Liga Europa da UEFA de 2018–19.         |
| 5    | IFK Mariehamn | 49 | 33 | 13 | 10 | 10 | 44 | 42 | +2  |                                                             |
| 6    | Seinäjoen JK  | 47 | 33 | 13 | 8  | 12 | 42 | 47 | −5  |                                                             |
| 7    | RoPS          | 42 | 33 | 12 | 6  | 15 | 43 | 51 | −8  |                                                             |
| 8    | VPS           | 39 | 33 | 9  | 12 | 12 | 38 | 51 | −13 |                                                             |
| 9    | Inter Turku   | 38 | 33 | 10 | 8  | 15 | 54 | 57 | −3  |                                                             |
| 10   | PS Kemi       | 32 | 33 | 8  | 8  | 17 | 38 | 59 | −21 |                                                             |
| 11   | HIFK          | 29 | 33 | 6  | 11 | 16 | 37 | 54 | −17 | Play-offs de rebaixamento.                                  |
| 12   | JJK Jyväskylä | 26 | 33 | 6  | 8  | 19 | 32 | 63 | −31 | Rebaixado para a Ykkönen de 2018.                           |

- Fonte: Veikkausliiga.com

## Play-offsde rebaixamento

### Jogo de ida
| 1 de novembro | Honka | 0 – 0     | HIFK | Tapiolan Urheilupuisto, Espoo              |
| 18:30         |       | Relatório |      | Público: 2 674 Árbitro: Mattias Gestranius |

### Jogo de volta
| 4 de novembro | HIFK                | 1 – 1     | Honka            | Telia 5G Areena, Helsínquia           |
| 14:00         | Pekka Sihvola 90+4' | Relatório | Ilari Äijälä 28' | Público: 4 158 Árbitro: Antti Munukka |